# Сюй Юнмин
Сюй Юнмин (хокло Chhî Éng-bêng, кит. трад. 徐永明); — политический деятель Китайской Республики (Тайваня). Председатель партии Новая сила (НСП) с 2019 по 2020 год.
20 августа 2019 года, Лим Лянцзунь была избрана председателем партии. Сюй Юнмин отказался признать результаты выборов, устроил переворот и сменил её на посту председателя партии.
8 ноября 2019 года, чтобы избежать преследований со стороны Сюй Юнмина, Лим Лянцзунь объявила о выходе из партии.
31 июля 2020 года, Сюй Юнмин и ряд депутатов (нынешних и бывших) были подозреваемыми в причастности к делам о взяточничестве SOGO. Дела были расследованы, а участники опрошены. Сюй Юнмин не располагал доказательствами движениями денежных средств, в результате расследования судья постановил, что 800 000 новых тайваньских долларов должны быть выплачены в качестве обеспечения. Без ограничений на выезд из страны директор офиса Юнмина Лин Юйцзе и помощник Ли Чэнцзи были переведены в следственный отдел. Линь Юйцзе заказал 100 000 тайваньских долларов на страхование, а Ли Чэнвэй — 50 000 тайваньских долларов.
1 августа 2020 года, Центральный комитет партии Times Power объявил, что с этого момента Сюй Юнмин прекратит занимать должности председателя партии, а Линь Юйцзе - заместителя генерального секретаря. Член комитета Цю Сяньчжи был избран исполняющим обязанности председателя партии. 
Исполняющий обязанности председателя партии Цю Сяньчжи извинился за инцидент в партии. The Times Force заявила, что расследует и рассмотрит это как можно скорее, и дело будет отправлено в Дисциплинарный комитет для рассмотрения в соответствии с дисциплинарными правилами в соответствии с процедурами партии.
21 сентября 2020 года, прокуратура префектуры Тайбэй объявила, что 12 человек, в том числе Су Чжэньцин, Ляо Годун, Чэнь Чаомин, Чжао Чжэнъюй и бывший депутат Сюй Юнмин, были привлечены к уголовной ответственности в соответствии с «Указом о коррупционных преступлениях».